# Казанешти (Олт)
Казанешти (рум. Căzănești) насеље је у Румунији у округу Олт у општини Вергуљаса. Oпштина се налази на надморској висини од 172 m.

## Становништво
Према подацима из 2002. године у насељу је живело 383 становника, од којих су сви румунске националности.